# Celestus darlingtoni
Celestus darlingtoni là một loài thằn lằn trong họ Anguidae. Loài này được Cochran mô tả khoa học đầu tiên năm 1939.